# ヴィルヘルム・フォン・ビーラ
ヴィルヘルム・フォン・ビーラ（Wilhelm Freiherr von Biela または Wilhelm von Biela 、1782年3月19日 – 1856年2月18日）は、オーストリア陸軍の将校でアマチュア天文家。男爵。
北ドイツのハルツ地方のde:Roßlaに生まれた。オーストリア陸軍の大尉としてナポレオン軍との1805年や1809年の戦いに参加した。その戦いで負傷し、療養生活を送る中である天文学者の公演を聞く機会に恵まれ、非常に感銘を受けたことから、天文学の世界に足を踏み込む事になる。
天文学の分野ではジャック・モンテーニュやジャン＝ルイ・ポンが発見していた彗星を1826年2月27日に発見し、軌道計算を行い、周期6.6年の周期彗星であることを示した。この彗星はビエラ彗星(ビーラ彗星)と命名された。この彗星は1852年を最後に、二度と現れていない。
結婚して一女をもうけた後、引退先のヴェネツィアで没した。小惑星(2281) ビーラにビーラの名前が命名されている他、月のクレーターにも命名されている。